# Skoroszyce
Skoroszyce is een dorp in het Poolse woiwodschap Opole, in het district Nyski. De plaats maakt deel uit van de gemeente Skoroszyce en telt 1400 inwoners.

## Verkeer en vervoer
- Station Skoroszyce